# Клубные футбольные награды УЕФА
Клубные футбольные награды УЕФА — награды, которые вручались лучшим игрокам каждого сезона из клубов, участвующих в европейских соревнованиях, в первую очередь в Лиге чемпионов УЕФА.

## Категории наград

### Лучший вратарь
- 1997-98  Петер Шмейхель ( Манчестер Юнайтед)
- 1998-99  Оливер Кан ( Бавария (Мюнхен))
- 1999-00  Оливер Кан ( Бавария (Мюнхен))
- 2000-01  Оливер Кан ( Бавария (Мюнхен))
- 2001-02  Оливер Кан ( Бавария (Мюнхен))
- 2002-03  Джанлуиджи Буффон ( Ювентус)
- 2003-04  Витор Баия ( Порту)
- 2004-05  Петр Чех ( Челси)
- 2005-06  Йенс Леманн ( Арсенал)
- 2006-07  Петр Чех ( Челси)
- 2007-08  Петр Чех ( Челси)
- 2008-09  Эдвин Ван Дер Сар ( Манчестер Юнайтед)
- 2009-10  Жулио Сезар ( Интернационале)
- 2010-16 (Не вручалась)
- 2016-17  Джанлуиджи Буффон ( Ювентус)
- 2017-18  Кейлор Навас ( Реал Мадрид)
- 2018-19  Алисон ( Ливерпуль)
- 2019-20  Мануэль Нойер ( Бавария (Мюнхен))

### Лучший защитник
- 1997-98  Фернандо Йерро ( Реал Мадрид)
- 1998-99  Яп Стам ( Манчестер Юнайтед)
- 1999-00  Яп Стам ( Манчестер Юнайтед)
- 2000-01  Роберто Айала ( Валенсия)
- 2001-02  Роберто Карлос ( Реал Мадрид)
- 2002-03  Роберто Карлос ( Реал Мадрид)
- 2003-04  Рикарду Карвалью ( Порту)
- 2004-05  Джон Терри ( Челси)
- 2005-06  Карлес Пуйоль ( Барселона)
- 2006-07  Паоло Мальдини ( Милан)
- 2007-08  Джон Терри ( Челси)
- 2008-09  Джон Терри ( Челси)
- 2009-10  Майкон Дуглас Сизенандо ( Интернационале)
- 2010-16 (Не вручалась)
- 2016-17  Серхио Рамос ( Реал Мадрид)
- 2017-18  Серхио Рамос ( Реал Мадрид)
- 2018-19  Вирджил ван Дейк ( Ливерпуль)

### Лучший полузащитник
- 1997-98  Зинедин Зидан ( Ювентус)
- 1998-99  Дэвид Бекхэм ( Манчестер Юнайтед)
- 1999-00  Гаиска Меньдета ( Валенсия)
- 2000-01  Гаиска Меньдета ( Валенсия)
- 2001-02  Михаэль Баллак ( Байер Леверкузен)
- 2002-03  Павел Недвед ( Ювентус)
- 2003-04  Деку ( Порту)
- 2004-05  Кака ( Милан)
- 2005-06  Деку ( Барселона)
- 2006-07  Кларенс Зеедорф ( Милан)
- 2007-08  Фрэнк Лэмпард ( Челси)
- 2008-09  Хави ( Барселона)
- 2009-10  Снейдер ( Интернационале)
- 2010-16 (Не вручалась)
- 2016-17  Лука Модрич ( Реал Мадрид)
- 2017-18  Лука Модрич ( Реал Мадрид)
- 2018-19  Френки де Йонг ( Аякс)

### Лучший нападающий
- 1997-98  Роналдо (Интернационале)
- 1998-99  Андрей Шевченко ( Динамо (Киев))
- 1999-00  Рауль ( Реал Мадрид)
- 2000-01  Рауль ( Реал Мадрид)
- 2001-02  Рауль ( Реал Мадрид)
- 2002-03  Рюд ван Нистелрой ( Манчестер Юнайтед)
- 2003-04  Морьентес ( Монако)
- 2004-05  Рональдиньо ( Барселона)
- 2005-06  Самюэль Это’о ( Барселона)
- 2006-07  Кака ( Милан)
- 2007-08  Криштиану Роналду ( Манчестер Юнайтед)
- 2008-09  Лионель Месси ( Барселона)
- 2009-10  Диего Милито ( Интернационале)
- 2010-16 (Не вручалась)
- 2016-17  Криштиану Роналду ( Реал Мадрид)
- 2017-18  Криштиану Роналду ( Реал Мадрид)
- 2018-19  Лионель Месси ( Барселона)
- 2019-20  Роберт Левандовски ( Бавария (Мюнхен))
- 2020-21  Эрлинг Холанн ( Боруссия (Дортмунд))

### Тренер года
- 1997-98  Марчелло Липпи ( Ювентус)
- 1998-99  Алекс Фергюсон ( Манчестер Юнайтед)
- 1999-00  Эктор Купер ( Валенсия)
- 2000-01  Оттмар Хитцфельд ( Бавария (Мюнхен))
- 2001-02  Висенте дель Боске ( Реал Мадрид)
- 2002-03  Карло Анчелотти ( Милан) и  Жозе Моуринью ( Порту)
- 2003-04  Жозе Моуриньо ( Порту) и  Рафаэль Бенитес ( Валенсия)
- 2004-05  Рафаэль Бенитес ( Ливерпуль) и  Валерий Газзаев ( ЦСКА (Москва))
- 2005-06  Франк Райкаард ( Барселона) и  Хуанде Рамос ( Севилья)

УЕФА прекратила выдавать награду «Тренер года» после сезона 2005-06.